# Dominion Astrophysical Observatory
Il Dominion Astrophysical Observatory (DAO) è un osservatorio astronomico ottico situato presso la città di Saanich, vicino a Victoria, nella Columbia Britannica, in Canada. La costruzione dell'osservatorio fu completata il 6 maggio 1918 sotto la responsabilità dell'architetto Edgar Lewis Horwood, Chief Dominion Architect del governo canadese dal 1815 al 1817.
Lo strumento principale è costituito dal telescopio Plaskett con apertura da 72 pollici (1,83 metri), proposto e progettato dall'astronomo John S. Plaskett nel 1910 con il supporto dell'International Union for Cooperation in Solar Research, un'organizzazione internazionale che ha operato tra il 1905 ed il 1913, avente fine principale lo studio del sole e precorritrice dell'Unione Astronomica Internazionale. Plaskett divenne anche il primo direttore dell'osservatorio. Il telescopio fu progettato per essere il più grande al mondo, ma i ritardi nello sviluppo fecero sì che venne completato tardivamente cosicché vide la prima luce il 6 maggio 1918, sei mesi dopo il telescopio Hooker da 100 pollici (2,5 metri) dell'osservatorio di Monte Wilson.
L'osservatorio è stato classificato sito storico nazionale del Canada nel 2008 per la sua notorietà mondiale, per essere direttamente collegato all'illustre astronomo John Plaskett e per le molte ricerche effettuate, in particolare sulla natura della Via Lattea, oltre ad essere stato uno dei principali centri di ricerca astrofisica al mondo fino agli anni '60. L'IAU nel 2018 lo ha classificato come  Outstanding Astronomical Heritage (eccezionale patrimonio astronomico) per il suo valore storico.

## Costruzione del telescopio

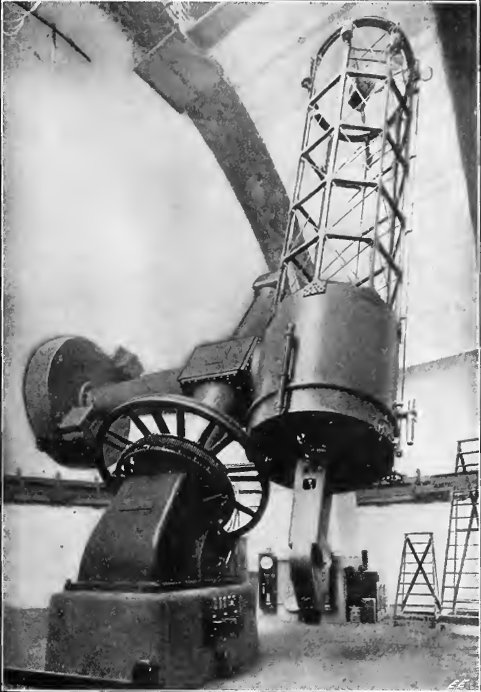
Il telescopio Plaskett da 72 nel 1920

Lo specchio del telescopio è costituito da un blocco di vetro di 1,84 metri di diametro e dello spessore di 30 centimetri, avente un peso di circa 1970 chilogrammi (4340 libbre) e realizzato dalla storica azienda vetraria Saint-Gobain nelle proprie vetrerie di Charleroi e spedito dal porto di Anversa, in Belgio. Il trasporto fu effettuato via nave una settimana prima dell'inizio della prima guerra mondiale, ma a seguito del riscontro di un graffio prima e di un difetto nella finitura del vetro in seguito, lo specchio dovette essere rilevigato per due volte, il che comportò un ritardo di due anni nei lavori di completamento del telescopio, che divenne operativo solo nel 1918. Il trasporto dello specchio sulla Little Saanich Mountain dove è situato l'osservatorio, fu effettuato con carri trainati da cavalli.

## Strumenti e aggiornamenti
John Plaskett diresse l'osservatorio dalla sua apertura sino al 1935. Nel 1962 il complesso fu dotato di un ulteriore telescopio ottico da 120 cm (48''). Lo strumento, dotato di focale Coudè fu ordinato nel 1957 e realizzato dal produttore Grubb Parsons di Newcastle-upon-Tyne, in Inghilterra.
Nel 1995, l'osservatorio divenne la sede dell'istituto Herzberg di astrofisica (NRC), che gestisce diversi telescopi canadesi sia ottici che radiotelescopi.
I telescopi sono in uso ancora oggi e accessibili ai visitatori tutto l'anno.